# Базель-Санкт-Йоганн
47°34′13″ пн. ш. 7°34′21″ сх. д. / 47.570293° пн. ш. 7.572524° сх. д.
Базель-Санкт-Йоганн (нім. Bahnhof Basel St. Johann) — одна з шести залізничних станцій міста Базель, Швейцарія. 
Розташована у районі Санкт-Йоганн поблизу північної об'їзної дороги, управляється SBB, але обслуговується лише SNCF.

## Історія

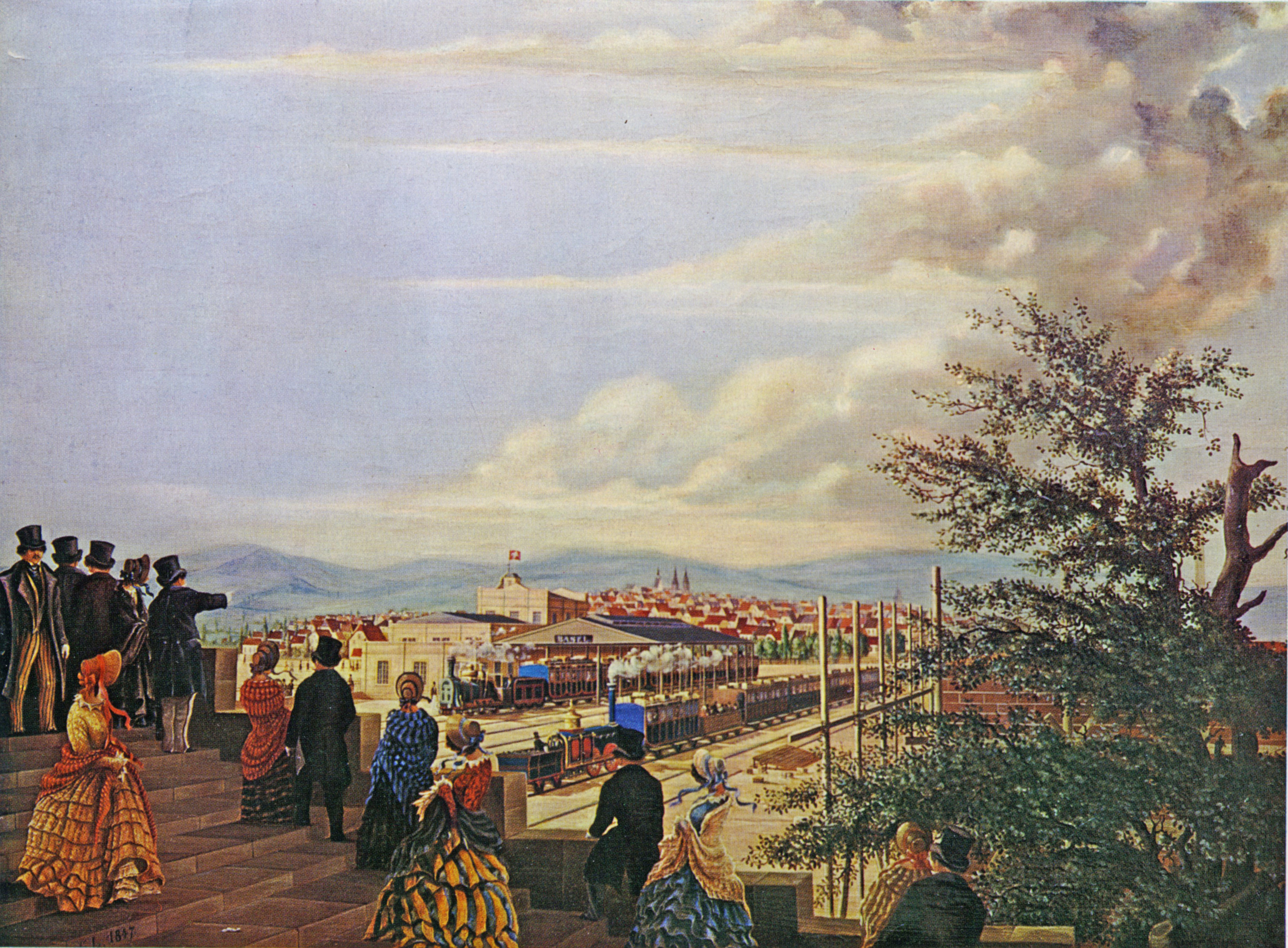
Прибуття першого поїзда зі Страсбурга, 1844 рік

Перша залізнична станція Базеля також споруджена в районі Санкт-Йоганн в 1844 році, за міськими мурами, але в іншому місці. 
З 1845 року станція Ельзаської залізниці була розташована в Шеллемяттелі. 
Щоб забезпечити пряме сполучення зі швейцарською залізничною мережею, маршрут від нинішньої станції Санкт-Йоганн знову змінили в 1860 році, а кінцеву станцію французької лінії перенесли на станцію Базель SNCF. 
Приблизно 3-кілометровий маршрут між ними спочатку пролягав уздовж Шпаленринг, але нині прямує по широкій дузі та через кілька тунелів, перетинає долину Бірзіг і досягає станції Базель SBB.
У 1903/04 рр. побудували трамвайну лінію між станцією SBB і Лісбюхель, яка сполучила станцію Базель-Санкт-Йоганн з трамвайною мережею Базеля. 
Вона вела через Бургфельдерплац і Канненфельдплац до станції Санкт-Йоганн, а потім мала сполучення на південь у Лісбюхелі з лінією до державного кордону в Сен-Луї. 
У 1935 році маршрут перенесли й тепер він пролягав від станції Базель-Санкт-Йоганн через Фольташтрассе до Фольтаплац. 
У 1963 році відбулася ще одна зміна, дільницю Канненфельдплац — Фольтаплац перенесли на Гассштрассе, а станцію Базель-Санкт-Йоганн більше не обслуговували. 
У 2009 році дільницю відновили до стану 1935 року.

## Сьогодення і майбуття

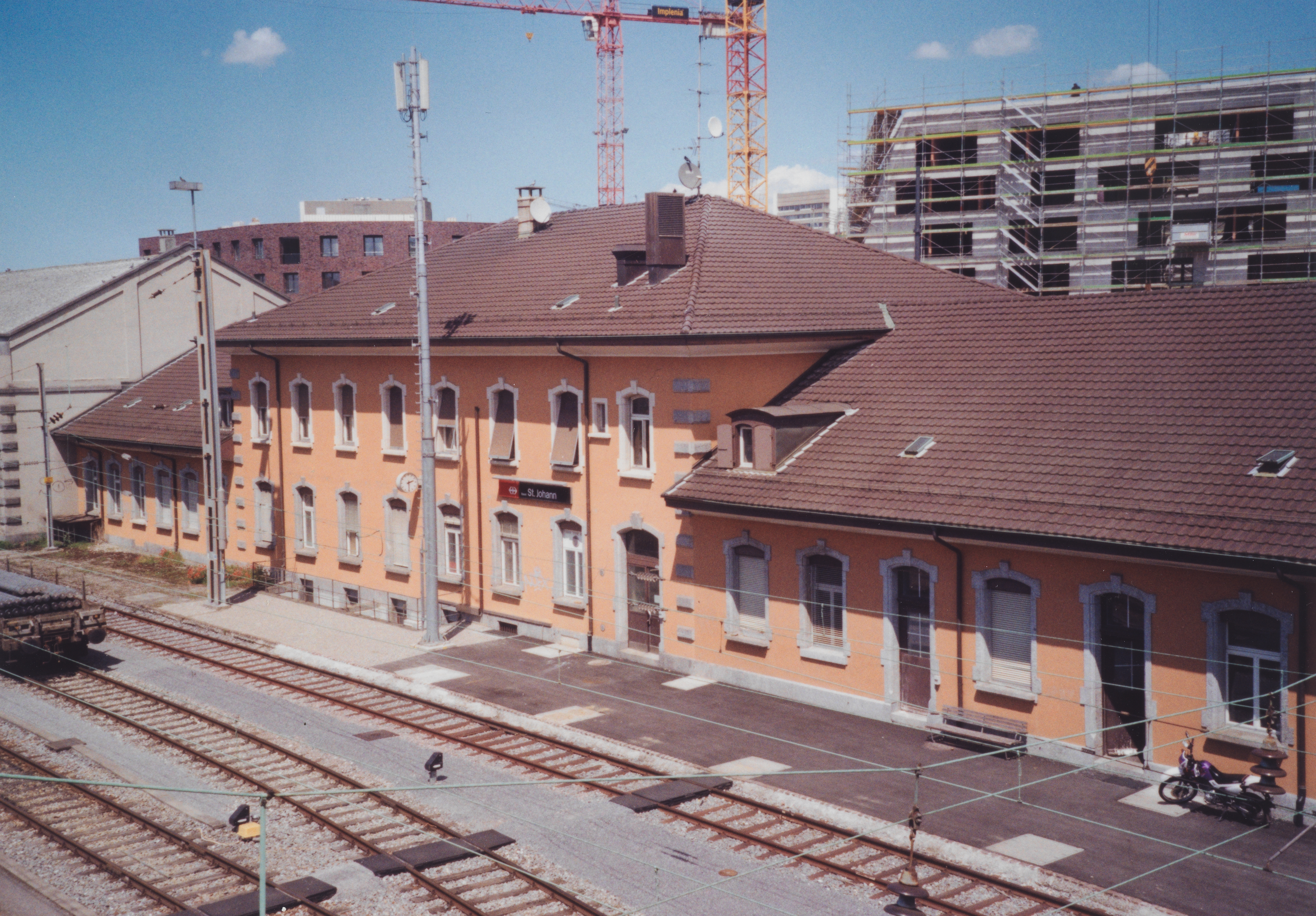
Залізнична службова будівля (2009)

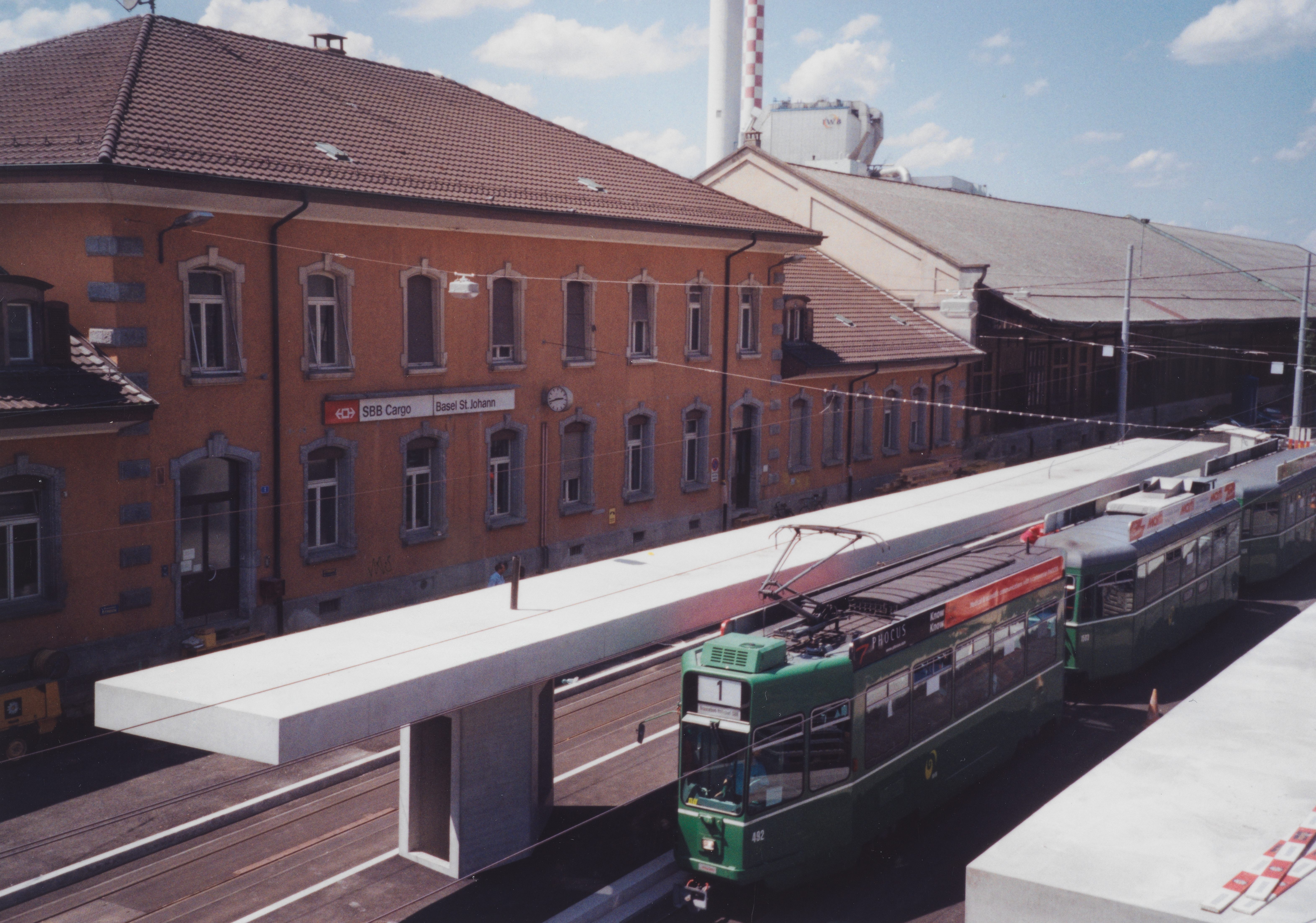
Службовий будинок з вулиці (2009)

На середину 2020-х станція Санкт-Йоганн має одну острівну платформу, що обслуговує колії 7 і 8. 
Загалом на станції вісім колій. 
Решта шість спорадично використовуються маневровими вантажними поїздами. 
До критої платформи із залом очікування та митним пунктом можна дістатися сходами та ліфтом з мосту Люцернеррінг, який перетинає станцію.
Трамвайна зупинка з трьома коліями є на Привокзальній площі (Фогезенплац). 
У сусідньому «Voltacenter» розташовані кооператив, пошта, відділення банку, а також невеликі крамнички та аптека. Під Фогезенплац є велосипедна стоянка, що належить місту Базель. 
Велопарковка має 300 паркувальних місць. 
Вона безплатна, але користуватись нею можна лише за абонементом. 
Також біля входу на платформу є місця для паркування велосипедів та мотоциклів (70 та 10 відповідно). 

Державний архів і Музей історії культури Базеля планують відкрити нову спільну будівлю безпосередньо на вокзалі (або на Ентенвейдштрассе). 
Проект був схвалений виборцями у травні 2019 року та будувався з 2021 року. 

Нову локацію заплановано відкрити у 2027/28 рр. 

SBB хоче збудувати житлові будівлі на місці старого складу. 
Мають звести чотири з’єднані між собою п’ятиповерхові будинки, кожен із внутрішнім двориком. 

## Операції
Оскільки станцію обслуговують лише регіональні поїзди TER Grand Est Fluo, вона має репутацію станції-привида. 
Потяги курсують приблизно щогодини та кожні півгодини в години пік. 
Прискорений TER200, який щогодини сполучає Базель із Мюлузом, Кольмаром, Селестою і Страсбургом , не зупиняється на станції Санкт-Йоганн.
З початку 2009 року на станції відновлена зупинка базельського трамвая перед вокзалом.